# Arata Yoshiaki

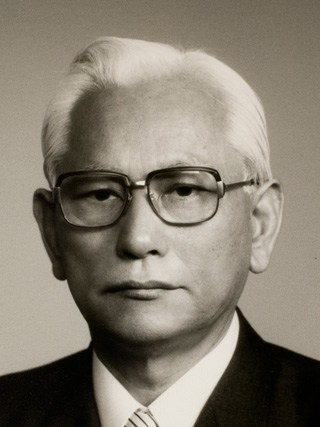
Arata Yoshiaki

Arata Yoshiaki (japanisch 荒田 吉明; geboren 22. Mai 1924 in Kyōto; gestorben 5. Juni 2018) war ein japanischer Metallingenieur.

## Leben und Wirken
Arata Yoshiaki machte 1949 seinen Studienabschluss im Fach Schweißtechnik an der Universität Osaka. 1951 wurde er Assistenzprofessor an seiner Alma Mater und 1964 Professor. 1972 wechselte er an das „Instituts für Schweißtechnik“ (溶接工学研究所, Yōsetsu kōgaku kenkyūjo), dessen Direktor er 1977 wurde. 1988 wurde er als „Meiyo Kyōju“ verabschiedet und übernahm er eine Professur an der Kinki-Universität.
Arata entwickelte Schweißmethoden mit Hilfe von Hochenergiequellen. 1982 ehrte ihn Polen mit einem Preis, 1985 erhielt er den Preis der Akademie der Wissenschaften. 1992 erhielt er den „Arthur L. Schawlow Award“. Er war auswärtiges Mitglied der Nationalen Akademie der Wissenschaften der Ukraine. Er verfasste u. a. 1965 „Plasma-Technik“ (プラズマ工学) und „Plasma, Electron & Laser Technology“, herausgegeben 1986 von der American Society for Metals.
1995 wurde Arata als Person mit besonderen kulturellen Verdiensten geehrt und 2006 mit dem Kulturorden ausgezeichnet.